# Leopold Iwald
Leopold Iwald (* 28. Jänner 1867 als Leopold Morgenstern in Fünfhaus; † 24. August 1938 in Wien) war ein österreichischer Theater- und Stummfilmschauspieler.

## Leben und Wirken
Der Sohn des Hausierers und späteren Weinhändlers Wolf Morgenstern und dessen Frau Julie, geb. Groß, begann seine Laufbahn 1892 als „jugendlicher Held und Liebhaber“ am Stadttheater Heidelberg und ging dann für jeweils eine Saison an die Stadttheater von Bremerhaven, Flensburg, Frankfurt an der Oder, Wismar und Regensburg. Sigmund Lautenburg verpflichtete ihn von dort ans Residenztheater in Berlin. 1900 wechselte Iwald zur Secessionsbühne, 1901 ans Lessingtheater. 1903 spielte er in einer Aufführung von Henrik Ibsens Nora oder Ein Puppenheim in Budapest. Es folgten zwei Spielzeiten am Deutschen Theater Berlin (1902–04), zwei weitere am Schiller-Theater Nord (1905–07) sowie von 1907 bis 1911 ein Engagement am Schiller-Theater Charlottenburg. Hierauf kehrte Iwald in seine Heimat zurück und wurde an der Neuen Wiener Bühne tätig, wo er bis nach dem Ersten Weltkrieg verbleiben sollte. Ab den 1920er-Jahren wirkte er noch an diversen heimischen Spielstätten (Volkstheater, Theater in der Josefstadt, Neues Wiener Schauspielhaus), ehe er sich um 1935 zur Ruhe setzte.
Zwischen 1919 und 1927 ist Iwald zudem mit einer Reihe mittelgroßer Nebenrollen in deutschen und österreichischen Stummfilmen unterschiedlicher Regisseure und Produktionsfirmen nachweisbar.
1907 heiratete Leopold Iwald in Charlottenburg die Putzgeschäftsinhaberin Rosa Nagy, geb. Gubitz, wurde jedoch anderthalb Jahre später wieder von ihr geschieden. In zweiter Ehe war er mit Ottilie Iwald verheiratet. Nach dem Anschluss Österreichs im Frühjahr 1938 geriet Iwald, der 1900 zur Evangelischen Kirche A.B. konvertiert war und seit 1919 seinen Künstlernamen Iwald als amtlichen Nachnamen führen durfte, wegen seines jüdischen Familienhintergrunds in Bedrängnis, starb aber bereits ein knappes halbes Jahr später im Krankenhaus der Wiener Kaufmannschaft. Sein Leichnam wurde in der Feuerhalle Simmering eingeäschert.

## Filmografie
- 1919: Die Jüdin von Toledo
- 1920: Narr und Tod[6]
- 1921: Die Spur im Dunkeln
- 1921: Klein Bobby auf der Fährte
- 1927: Das Mädchen ohne Heimat